# 唐慧案
唐慧案指中国湖南省永州市居民唐慧（1973年10月1日—）的女儿“乐乐（化名）”（1995年10月5日—）被强奸及强迫卖淫案、唐慧因上访而被劳动教养、唐慧起诉永州劳教委等一系列案件及事件。该案引起媒体广泛关注，引发对中国劳教制度的讨论质疑。此案还引发了信访与“稳控”合力导致的司法不公，对判决结果因压力导致量刑过重的讨论质疑。

## 乐乐被迫卖淫案

### 乐乐被强奸和卖淫
乐乐，1995年10月5日出生，案发时为小学五年级学生，系唐慧的独生女。2006年10月1日下午，10岁的乐乐一人到自家附近的“快乐溜吧”溜冰场，与正在溜旱冰的19岁男子周军辉结识，周为医学院附近的“漂亮宝贝”理发店的员工。当晚，乐乐与周在“蓝色吧”出租房看碟，被周强奸后強迫留宿于出租房。次日周將乐乐帶回理发店，乐乐在回理发店途中被舅妈发现而带回家。10月3日，乐乐慘遭周军辉威脅后留下字条出走，找到周军辉后，被周販賣到“柳情缘休闲中心”（以下简称“柳情缘”）卖淫，一直到12月30日被家人发现。
乐乐出走后，唐慧家人到其居住地所属的零陵区七里店派出所求助。该派出所指派副所长郭继仪负责。唐慧一家最初认定乐乐是被邻居王某拐骗而失踪的，并谎称乐乐在10月2日曾对家人说其前一晚与王某在一起。王某被排除作案可能后，唐慧及家人到拘留所大门围堵不准警方放人，警方只能安排王某翻墙离开。随后唐慧又控告当时警方负责人郭继仪收受王某贿赂致使郭继仪被停职审查，直至二个月后乐乐被找到。
此后此案负责人为零陵区公安分局刑侦队中队长杨军祥。
其实，乐乐10月3日出走的当天下午，再次到“漂亮宝贝”理发店找了周军辉，周军辉通过朋友“魏勇”联系，将乐乐带到了秦星和她男友陈刚在开设的“柳情缘休闲中心”卖淫。期间乐乐在秦星和陈刚的安排下被送到当地各宾馆卖淫。直至12月30日被解救为止，乐乐已经被迫卖淫百余次，并曾于12月下旬，遭刘润、蒋军军、兰小强和秦斌4人轮奸。卖淫所得赃款被秦星、陈刚和周军辉分得。
12月20日，唐慧从不明人士得知女儿身在柳情缘休闲中心，遂在附近查看监视数天，于30日下午5点多，看见了一个像女儿的人在休闲中心内。两名亲戚伪装为“顾客”进去确认后，唐慧叫来了刑侦队中队长杨军祥。唐慧称杨军祥未采取任何行动即离开，只得拨打110，由民警解救出乐乐。但杨军祥坚称当时未有人阻拦，而是乐乐不愿回家，而后杨军祥劝唐慧将乐乐先带回家中再去做笔录，被随后赶来的110警车送回家中。
乐乐被救后，经医生确诊为严重的创伤后应激精神障碍和性病，并极有可能丧失生育能力。
2006年12月31日，据唐慧反映，当天她找到负责乐乐失踪案的刑侦中队长杨军祥要求立案，但被其以“这只是个一般的治安案子”为由拒绝。之后，唐慧到“柳情缘休闲中心”所在的当地派出所报案，派出所以“我们管不了”为由拒绝，随后，唐慧遂以跳楼相逼。杨军祥的解释是当时只有乐乐的单方面陈述，并没有“柳情缘”容留卖淫的证据，所以未对秦星等人采取强制措施，1月24日取得证据后才将其刑拘。
2007年1月5日，乐乐被强奸及被迫卖淫案正式立案。永州市零陵区纪委后来发布“审字2007年49号文件”对案件负责人杨军祥处以严重警告处分，指出杨“身为中共党员，在承办乐乐被强迫卖淫案期间，没有认真履行职责，其行为构成工作失职错误，造成较坏的社会影响”。但报告中未提及杨如何失职，后来杨被内部告知其主要过错是“没有用警车将唐慧送回家”。当时正值十七大召开，杨军祥和之前被调查停职的郭继仪一样选择了沉默。
2007年4月4日，周军辉因涉嫌犯强奸罪被刑事拘留，同年5月12日被逮捕。

### 乐乐案审判
乐乐案共经过永州市中院的一审判决、两次重审判决和湖南省高院的终审判决四次审判。
在省公安厅批示下，永州市公安局成立了专案组。唐慧要求检方对警方掌握的嫖客同案起诉，但检方没有起訴，百名嫖客中只有少数几个受到了拘留15日或罚款的行政处罚。
2008年4月8日，永州市人民检察院向永州市中级人民法院提起公诉，指控被告人秦星、陈刚犯组织卖淫罪、强迫卖淫罪；被告人周军辉犯强迫卖淫罪、强奸罪；被告人刘润、兰小强、秦斌犯强奸罪；被告人蒋军军犯强奸罪、故意伤害罪。唐慧要求判决全部7名被告人死刑，附加184万元的民事赔偿。
2008年6月6日，永州市中级法院作出一审判决，判处秦星、周军辉死刑，刘润、陈刚无期徒刑，蒋军军有期徒刑16年，兰小强有期徒刑15年，7名被告人共赔偿9万元。秦斌因在逃而未受惩。唐慧申请抗诉，永州市检察院随后抗诉，认为蒋军军、兰小强量刑过轻。同时6名被告也提出上诉。
2008年8月8日，湖南省高级人民法院以原判没有为判处死刑的周军辉指定辩护人，限制了其法定诉讼权，影响公正审判为由，作出了撤销原判、发回重审的裁定。
2009年2月21日，永州市中院作出一审重审判决，秦星、周军辉被判死刑，陈刚、刘润被判无期徒刑，蒋军军被判有期徒刑16年，兰小强被判有期徒刑15年。原、被告双方不服，再次提出上诉。湖南省高院认定该案“部分事实不清，证据不足”，于2009年10月25日再度发回永州市中院重审。
2010年12月23日，该案第三次开庭，除周军辉以外的6名被告人当庭翻供，庭审场面一度失控。
2010年6月1日，零陵区法院发生枪击案，导致3名法官当场死亡，3名受伤，事后唐慧向部分媒体谎称罪犯嫌疑人朱军为乐乐干爹。不久后唐慧因“扰乱社会秩序”被警方拘留，当时零陵区街道上张贴出大量《告零陵同胞书》，将此事称为是“一位孤胆英雄的剿匪行动”。警方锁定的四名嫌疑人除唐慧外均承认所为并表示唐慧也参与其中的目的是引起社会关注（但其本人否认）。警方申请批捕唐慧时，检察院出现分歧，上报至湖南省检察院最终未被批准。
2011年3月28日，永州中院再次对7名被告人进行了重新判决，秦星、周军辉死刑，陈刚、刘润、蒋军军、兰小强四人无期徒刑，判处秦斌有期徒刑15年，同时7名被告人赔偿20万元。随后双方再度上诉。
2012年2月21日，湖南省高级人民法院在永州市中级人民法院开庭对此案开庭进行终审。随后在2012年6月5日作出“驳回上诉，维持原判”的裁定。湖南省高院维持了对秦星、周军辉的死刑判决并报最高人民法院复核。
最高人民法院经复核认为，第一审判决、第二审裁定认定的强迫卖淫、强奸、组织卖淫事实清楚，证据确实、充分，定罪准确，审判程序合法。鉴于周军辉、秦星强迫卖淫的暴力、胁迫程度，犯罪情节的恶劣程度尚未达到情节特别严重，对二被告人以强迫卖淫罪判处死刑立即执行量刑不当。本案复核期间出现新的证据，可能影响对秦星是否构成立功的认定，依法应予查明。依法裁定不核准周军辉、秦星死刑，将案件发回湖南省高级人民法院重新审判。
2014年6月12日，湖南省高级人民法院在永州市一看守所将最高人民法院经对“唐慧女儿案”两名被告人秦星、周军辉的死刑复核进行宣判。
2014年9月5日，湖南省高级人民法院进行对周军辉、秦星二审重审的公开宣判，两人被改判无期。

#### 秦星救人立功争议
一审期间，永州市公安局冷水滩分局冷水滩区看守所出具了该案第一被告人秦星羁押期间的多份立功证明材料，证明秦星于2007年6月12日下午解救了一名正在进行上吊自杀的在押人员周兰兰，材料包括：一份盖有看守所公章的《关于报请对在押人员秦星依法从宽处理的报告》、一份看守所管教干部的证词、以及一份13名同押人员签字的书面证明。但在同押人员的签字证明中，并无“自杀被救人”周兰兰的签名。据《南方周末》记者柴会群称，其于永州当地调查时调阅的监狱录像确实能佐证救人之说。但周兰兰否认有此事。
多次审判中该立功证明材料均被提出，但都未获法院认同。2009年2月21日永州中院的判决中，认定“秦星的立功材料已收集将近一年，但从未报主管部门核查确认，不予采纳”。
2011年3月1日，永州中院及检察院组成联合调查组，调查公安局是否开具假立功证明一事。“自杀被救人”周兰兰否认当时有自杀行为，并写了证词，证实当年的立功证明事件系伪造。周兰兰是一名因儿子的医疗事故而上访者，被以“聚众扰乱社会秩序”关押。2011年3月底的重审判决中，永州中院根据2007年6月12日17时46分左右的监控录像，认为现场不具备自杀条件，并且当事人否认有上吊自杀行为，认定秦星的立功材料是“为了逃避法律的严惩，伙同他人提供虚假立功证明，弄虚作假，欺瞒法庭，有悖于法律”。
2012年6月5日，湖南省高院的终审裁定中，认定秦星与他人一起制止同监在押人员上吊自杀的事情证据不足，依法不予认定，秦星最终被判死刑。
2012年8月3日，永州市公安局对伪造立功证明事件进行了自我调查，并于5日在官方网站上发表了与法院的认定相反的结论，声称“秦某、汪某制止周某某自杀事实存在，没有发现公安民警帮被告人做假立功的情况”。
最高人民法院未核准秦星、周军辉二人死刑，其中一个理由就是秦星是否构成立功应查明。2014年9月5日，在湖南省高院二审重审时，认定秦星救人行为确实存在，但不足以认定为立功，更不足以认定为重大立功。由于法院认定秦星救人行为确实存在，因此周兰兰因曾向多个部门出具证明否认自杀就涉嫌伪证罪。

## 唐慧上访案件
2011年3月，为了能够早日拿到判决书，唐慧在永州市中级人民法院立案大厅连续滞留15天。
在整个判决期间，唐慧认为民警和地方政府故意包庇色情场所和渎职政府人员，多次向永州市政府、司法机关，以及湖南省司法机关上访。

### 唐慧被劳动教养行政复议案
2012年8月3日，永州市公安局零陵分局以“扰乱社会秩序”为理由，对唐慧作出“劳动教养一年半”的決定。
8月8日，唐慧的代理律师甘元春、胡益华向湖南省劳动教养管理委员会递交了行政复议申请，要求切实依据《宪法》和《刑法》撤销永州市劳教委作出的劳动教养决定书，恢复其人身自由等各项权利。
8月10日，湖南省劳动教养管理委员会撤销了劳教决定，原因为“鉴于唐慧的女儿尚未成年且身心受到严重伤害，需要特殊监护等情况，对唐慧依法进行训诫、教育更为适宜，可以不予劳动教养。”
8月11日，唐慧通过新闻媒体的记者向湖南省人民政府及其主要领导人周强喊话：“我要谢谢各位好心人的关心，是你们用你们的爱感动了我，让我放下仇恨，谢谢两位律师，以及以前帮助过我的那两位律师，谢谢各位记者。我相信法律，相信省委省政府，相信调查组，相信周强书记，相信会给我一个公平公正的结果。”同时她也拒绝了爱心人士的捐款，并表示结案后将全家搬出永州市。
8月13日，唐慧的“劳动教养”处分被撤销，唐慧的律师胡益华表示这是唐慧和湖南省人民政府作出部分牺牲和妥协后获得的结果，而唐慧曾经被永州市人民政府关押37天。
12月25日，唐慧到位于北京的最高人民法院，向法官就女儿的案件复核陈述意见。

### 唐慧诉永州劳教委行政赔偿案
2013年1月，唐慧向永州市劳教委申请国家赔偿，接到永州市劳教委发送的《行政赔偿决定书》，国家赔偿遭到拒绝。
2013年1月12日，唐慧就国家赔偿问题提起行政诉讼，同时向湖南省政法委检举自己女儿遭到2名警察奸淫。
2013年4月12日，在湖南省永州市中级人民法院开庭审理唐慧起诉“永州市劳教委”案件。永州市中级人民法院驳回了唐慧的赔偿请求。此案经湖南省委政法委调查了8个月，但是没有调查出结果。
2013年5月19日，湖南省高级人民法院受理唐慧上诉永州市劳教委行政赔偿案，唐慧的代理律师徐利平透露，他们暂时没有接到开庭审判的日期。5月底的一日上午，湖南省高级人民法院官员打电话给唐慧，询问其是否考虑“庭外和解”，唐慧回复可以考虑，下午，湖南省高级人民法院的行政庭庭长、两个副庭长、一个主审法官、一个书记员来到唐慧在永州市的家中，和唐慧以及唐慧的亲戚在零陵区上岛咖啡厅里商谈，但是谈判无果。第二天上午，行政庭庭长和一个女的副庭长再次约谈唐慧，两人承诺可以使永州市劳教委给唐慧道歉，并且赔偿唐慧诉讼请求里的2000多元赔偿金以及发放10万元的生活补助费；下午，永州劳教委办公室主任罗功军到唐慧家中，和唐慧谈判和解，遭到唐慧拒绝，唐慧后来说：“我不能在黑暗中接受他们的钱。”
2013年7月2日上午，湖南省高级人民法院就“唐慧诉永州劳教委行政赔偿二审”开庭审理，有35家媒体50名记者受邀参加，包括日本广播协会上海分局的3名记者。2013年7月15日，二审公开宣判，唐慧胜诉，并获得侵犯人身自由赔偿金（国家赔偿）1941元，精神损害抚慰金1000元。但唐慧要求永州劳教委书面赔礼道歉的请求没有得到法院的支持。对此法院称永州劳教委已经进行了口头当面道歉，因此不再要求其作出书面道歉。

## 唐慧、唐世科寻衅滋事案
2023年10月8日，湖南省道县人民法院对唐慧、唐世科（唐慧之弟）寻衅滋事案做出一审判决，被告人唐慧犯寻衅滋事罪，判处有期徒刑四年；被告人唐世科犯寻衅滋事罪，判处有期徒刑三年六个月。判词说，唐氏兄妹在2010年到2012年期间，以医院未查出唐慧宫外孕导致其输卵管被切除为由，透过恶意举报、辱骂、威胁等方式向医院施压，获赔偿六万元人民币。2019年，两人以电力公司为解决停电问题砍伐十多颗树木为由，索偿360万元，并曾拦截、辱骂办事人员，又在网上散布虚假信息。在涉嫌寻衅滋事案中为唐氏兄妹辩护的律师朱孝顶认为，两名当事人的维权行为并未违法。两名被告人当庭表示上诉。
事件起因是2019年南方电网零陵分公司在电力线路清障过程中砍了唐世科承包山地的林木和樟树。

## 当事人看法
- 唐慧认为4年以来法院都没有还她和女儿乐乐一个公开公正的判决，所以激发了她的维权决心。她的作法是跪在法院门边，或睡在大厅，只希望能尽快作出判决。由于唐慧的维权行动都未受到有关单位重视，因此她持续地尝试在法院门口跪了40多小时，但是她最後收到法院的回复却是“超过追溯日期”。[41][42]唐慧及帮助其的律师指出，他们并不认同当地政府撤销劳动教养决定的理由。[43]
- 永州政法系统内部人士称唐慧案给永州人带来的最大启示，为“相信上访”。[10]
- 该案中7名被告人的亲属称“我们要向唐慧学习，我们7户人家打算轮流去上访。”[10]亲属们认为量刑过重，并打算也通过上访“申冤”。[10]
- 最初侦办此案的警察郭继仪与杨军祥认为自己才是倒了霉的人。[10]

## 社会舆论

### 媒体与记者
- 《南方都市报》社评《惟有法治能让唐慧不再孤立无依》指出唐慧的维权行动得到热心微博网友、法律界人士、媒体界人士的支持和帮助，唐慧则表示“害怕回去后，再次孤立无依”。[44]专文《最大愿望是把这些人绳之以法不想再有孩子遭到这样的伤害》通过记者和唐慧的对话讲述了唐慧的维权目的：将懈怠的官员绳之以法。[45]

- 《长江商报》专文《权力思维不能突破法律边界》则指出“在当地某些部门那里，社会的表面稳定、公民的沉默无言、秩序的表面和谐远远大于公民的维权。这才是一些地方民众不满与不平，不断被埋在表面安定的现实表象之下，不断累积乃至激发更大的民怨的根源。”[46]

- 湖南省宣传部主管的《红网》发表评论称，宽容上访者体现政府尊重民权。[47]

- 中国青年报指出：近年来打击迫害信访群众的情况还不同程度的存在，因信访而被劳教的情况严重。这是一种维稳式的劳教，这有巨大的争议。[48]

- 香港凤凰卫视作出评论，从“上访母亲回家”反思中国劳教制度。[49]

- 唐慧被部分媒体及微博名人塑造成了一种“英雄”、“伟大母亲”的形象，但也有记者对其发起质疑。2013年7月劳教案终审判决前，中国《民主与法制》杂志社记者廖隆章根据他查看的当局案卷笔录和其他线索，在新浪微博中对唐慧发起质疑，问题包括：乐乐卖淫有自愿情节、其父母未尽监护责任、唐慧接受的援助捐款与报道不符等。从而引发了微博上的又一次论战。《凤凰周刊》编委邓飞声称廖的线索系湖南官方某单位“给记者偷放保密卷宗、选择性公开”。唐慧称保留向廖起诉的权利。案件律师胡益华、甘元春也分别在微博和博客上对廖做了反驳。[50][51]

- 2013年8月1日，南方周末罕见地刊发报道《“永州幼女被迫卖淫案”再调查，唐慧赢了，法治赢了没？》，重新梳理梳理此案的发展过程，认为作为唐慧事件的起点，核心证据不足，司法程序受到外部压力影响，量刑过重。[52]

- 媒体记者发现，唐慧对公众和媒体的陈述常存在矛盾失实的地方，但这些失实又被放大关注。[10]

- 蓝鲸财经记者内参网发布CC组文章《唐慧案中的民粹幽灵》，反思因民粹导致的司法不公。[53]

### 其他
- 全国人大代表马克宁指出，劳动教养是以行政法规的形式，不需经过审判就剥夺人身自由和权利，不符合宪法和《立法法》的精神。
- 永州当地一位律师认为，唐慧“发现了信访制度的漏洞，抓住了有关部门的七寸”。其评价，当信访压力大到可能影响地方和部门领导的官位时，“就会迁就迎合，甚至不惜牺牲下属和法律”。[10]
- 唐慧邻里乡间几近噤声，人们讳言她的错误，避谈她的缺点，甚至对“唐慧”二字避之不及。[53]